# Bonloc
Bonloc (Basque Lekuine) là một xã thuộc tỉnh Pyrénées-Atlantiques trong vùng Aquitaine ở tây nam nước Pháp. Xã này nằm ở khu vực có độ cao trung bình 123 mét trên mực nước biển.